# 北越鉄道

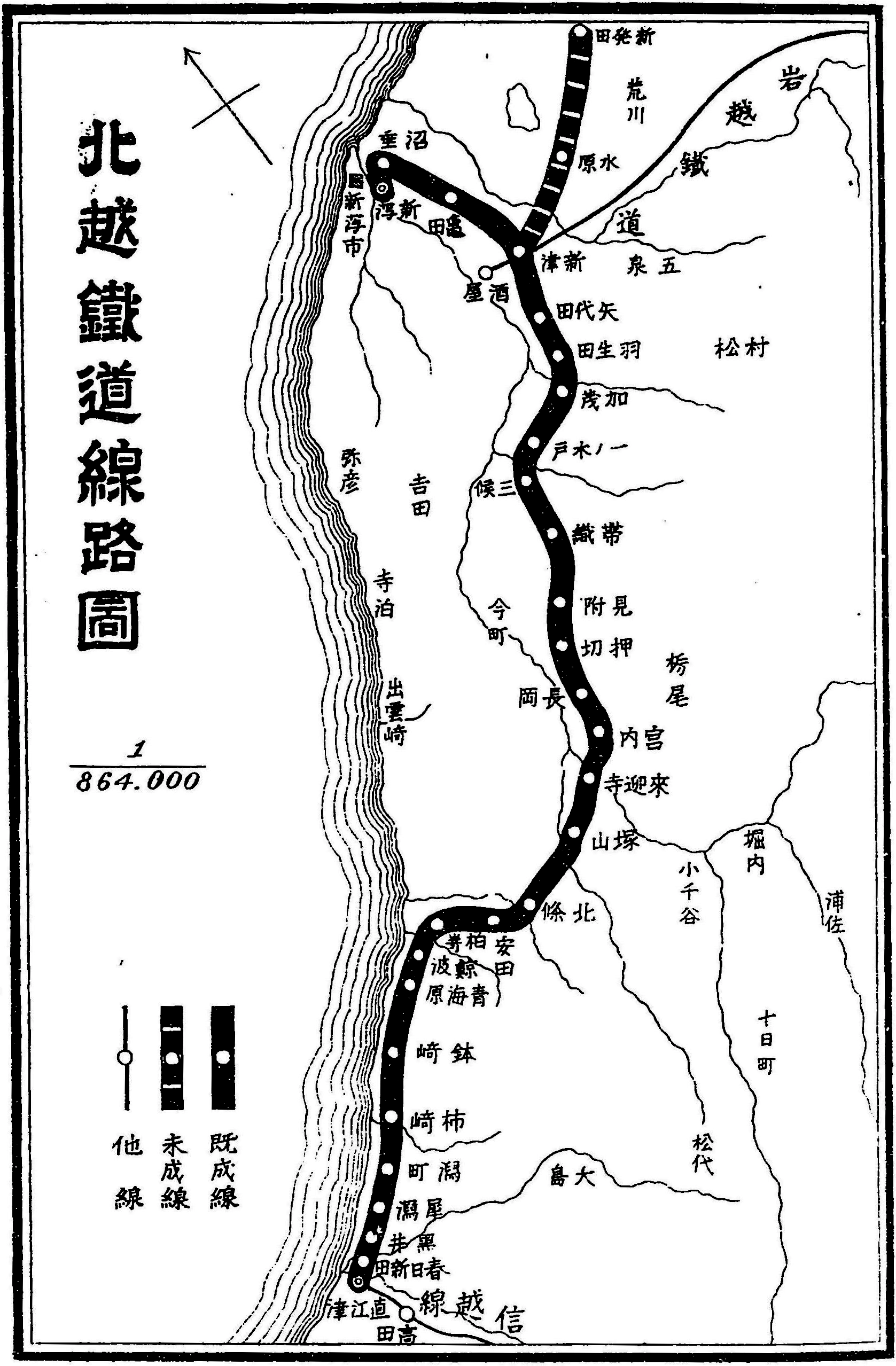
北越鉄道株式会社 1906年の路線図

北越鉄道株式会社（ほくえつてつどう）は、かつて新潟県内で鉄道を建設、営業した鉄道事業者（私鉄）である。現在の信越本線直江津 - 新潟間に相当し、1907年（明治40年）に鉄道国有法により国有化された。

## 沿革

### 設立と開業
現在の信越本線が日本海岸の直江津から内陸の長野に向けて1886年（明治19年）に路線を伸ばし始めたものの、直江津以北の官設による建設は見通しが立たないと判明した。そのため地元新潟県有志は渋沢栄一に東京の資本家を呼び込むことを依頼し、渋沢を発起人代表として1895年（明治28年）に北越鉄道株式会社（本社新潟市）を設立した。直江津側は1897年（明治30年）の春日新田 - 鉢崎を皮切りに、順次延伸開業していった。

### 新潟側起点選定
新潟側でも1896年（明治29年）に着工し建設が進められたが、起点を沼垂にして長岡方面延伸を急ぐべしとする東京資本と、新潟市街に至近となる萬代橋畔に駅を設けたい新潟出身重役との対立がおさまらなかった。株主総会で本社を東京に移すと決める際には警官の出動する騒ぎであったという。沼垂機関庫と貨物庫が爆破され、1897年（明治30年）の開業は4日遅れる事態にまで至った。1903年（明治36年）に本社が長岡に移転し、翌年に新潟延伸が実現している。

### 新発田延伸計画と国有化
1904年（明治37年）に新津 - 新発田の免許を再び得たが、「同区間の免許が失効すれば既成区間の免許も失効する。全線を公売または建設実費で政府または他の会社に売渡しても異議は無い」と言う条件付であった。この区間は未成のまま引き継がれ、国有化後の1912年（大正元年）に開業している（現在の羽越本線の一部）。
1906年（明治39年）に鉄道国有法成立に伴い買収されることが決まった。業績が悪く評価額が低いため株主の損失が大きいとして衆議院に救済を請願したが、これは叶わなかった。線路138.1 km（未開業線25.5km）、機関車18、客車74、貨車298が引き継がれた。

### 年表
- 1894年（明治27年）
  - 04月00日：北越鉄道、直江津 - 長岡 - 新津 - 新発田、新津 - 沼垂 98哩余の免許を申請（7月：仮免許下付[8]）
- 1895年（明治28年）
  - 12月12日：免許下付[9]（7月:免許状下付申請）
- 1896年（明治29年）
  - 02月00日：柏崎 - 出雲崎 - 新潟 - 沼垂の免許申請
  - 03月00日：本間英一郎を技師長にむかえ起工。本間（1854年生）はマサチューセッツ工科大学を1874年（明治7年）に卒業し[10]、総武鉄道技師長を務めていた[11]。
  - 04月01日：米山隧道（鉢崎 - 柏崎）開鑿開始
  - 08月
    - 馬越 - 沼垂1哩22鎖の仮線敷設着手
    - 信濃川岸の馬越に荷揚げし新潟側を着工
- 1897年（明治30年）
  - 04月00日：直江津 - 鉢崎工事落成
  - 05月13日：春日新田 - 鉢崎14哩9鎖開通[12]、春日新田に機関庫を設置
  - 05月17日：柏崎 - 出雲崎 - 新潟 - 沼垂の仮免状下付[13]
  - 07月00日：株主総会を東京で開催、本社を東京に移転[14]
  - 08月01日：鉢崎 - 柏崎7哩75鎖開通[15]
  - 11月11日：沼垂機関庫と貨物庫等が爆破され、建物は大破、機関車は破損
  - 11月20日：柏崎 - 北条5哩23鎖及び沼垂 - 一ノ木戸24哩70鎖開通[16]
- 1898年（明治31年）
  - 06月16日：一ノ木戸 - 長岡14哩30鎖開通[17]
  - 12月27日：北条 - 長岡17哩44鎖開通により春日新田 - 沼垂全通[18]
  - 0000不明：機関車燃料に重油を採用
- 1899年（明治32年）
  - 05月20日：春日新田 - 直江津に仮線を建設し、貨車を手押しで運転
  - 07月28日：鉢崎 - 柏崎間に青海川停車場開業[19]
  - 09月05日：春日新田 - 直江津連絡線41鎖に列車直通[20]
  - 12月10日：柏崎 - 北條間に安田停車場開業[21]
- 1900年（明治33年）
  - 03月00日：沼垂 - 万代橋を申請（9月に認可）
  - 04月07日：塚山-北條間の渋海川橋梁が流失していたところに建築列車が進入し川中に転落。04月15日より08月07日まで両岸に東渋海川（仮）、西渋海川（仮）を設置[22][23]
  - 09月00日：本社を長岡に移転
  - 11月05日：正午、第4米山隧道（鉢崎 - 青海川）内で上り建築列車と下り貨物列車が正面衝突
- 1901年（明治34年）
  - 09月01日：長岡 - 見附間に押切停車場開業[24]
- 1902年（明治35年）
  - 07月10日：青海川 - 柏崎間に鯨波臨時停車場開業、09月30日まで[25]
- 1903年（明治36年）
  - 04月15日：鯨波仮停車場開業、10月31日まで[26]
  - 04月19日：加茂 - 矢代田間に羽生田停車場開業[27]
  - 10月27日：鯨波仮停車場の営業を翌年03月31日まで延長[28]
- 1904年（明治37年）
  - 04月01日：鯨波停車場開業[29]
  - 05月03日：沼垂 - 新潟1哩14鎖開業[30]
  - 09月09日：直江津 - 新発田の免許を短縮し直江津 - 新津にすることを申請（12月09日許可[31]）
  - 09月21日：新津 - 新発田の延長を申請（12月09日免許下付[32]）
  - 10月00日：柏崎 - 出雲崎 - 新潟 - 沼垂の免許を返納[33]
- 1906年（明治39年）
  - 08月30日：春日停車場廃止[34]
  - 09月01日：直江津 - 犀潟間に黒井停車場開業[34]
- 1907年（明治40年）
  - 08月01日：鉄道国有法により7,776,887円で買収

## 業績
1899年（明治32年）頃
営業係数89（1897-1899年の平均）、1日1マイルあたり収入14円（1899年）、配当なし
1906年（明治39年）
営業係数42、配当5%、建設費7,157,789円、資本金370万円（全額払い込み済み）、社債300万円、借入金54万円
| 年度 | 乗客（人） | 貨物量（トン） | 営業収入（円） | 営業費（円） | 益金（円） |
| ---- | ---------- | -------------- | -------------- | ------------ | ---------- |
| 1897 | 211,825    | 6,471          | 43,123         | 38,871       | 4,252      |
| 1898 | 860,792    | 30,753         | 182,168        | 157,200      | 24,968     |
| 1899 | 1,244,621  | 102,149        | 425,269        | 189,289      | 235,980    |
| 1900 | 1,384,765  | 143,675        | 536,313        | 246,992      | 289,321    |
| 1901 | 1,225,339  | 139,507        | 608,120        | 293,844      | 314,276    |
| 1902 | 1,242,672  | 153,705        | 596,448        | 285,792      | 310,656    |
| 1903 | 1,318,807  | 207,649        | 663,467        | 339,651      | 323,816    |
| 1904 | 1,174,619  | 179,082        | 645,350        | 301,283      | 344,067    |
| 1905 | 1,173,635  | 182,034        | 696,263        | 309,793      | 386,470    |
| 1906 | 1,205,633  | 228,870        | 787,896        | 331,172      | 456,724    |
| 1907 | 807,568    | 161,069        | 542,754        | 278,005      | 264,749    |

- 「国有及私設鉄道運輸延哩程累年表」「国有及私設鉄道営業収支累年表」『鉄道局年報』明治40年度（国立国会図書館デジタルコレクション）より

## 路線
施設
軌条30 kg/m
閉塞方式：票券式
機関庫：春日新田、長岡、新潟
ほか
延長：85哩65鎖
最急勾配：100分の1
隧道総延長：6810呎

## 運輸

### 時刻
1898年（明治31年）、春日新田 - 沼垂開業当時
春日新田発6:35 - 18:35（3時間ごと等間隔）
長岡着9:00 - 21:00
長岡発6:25 - 18:25
沼垂着8:45 - 20:45
沼垂発6:35 - 18:35
長岡着8:55 - 20:55
長岡発6:20 - 18:20
春日新田着8:45 - 20:45
上野発6:00、直江津着18:45で長岡行に接続、長岡発6:45で上野着22:00
1904年、新潟延長時
長岡止め下り終列車を新潟に延長し、上野 - 新潟が当日圏内に
売店付客車（調理室の無い食堂車と推定される）を連結開始

### 運賃
2等は3等の50%増し、1等は2.5倍
当初
長岡 - 沼垂は3等1マイル当たり1.4銭（信濃川水運との競争のため）、春日新田 - 長岡は3等1マイル当たり1.5銭
1898年（明治31年）6月
全線で3等1マイル当たり1.5銭に統一
1901年（明治34年）5月
3等1マイル当たり2銭に改定

### 編成
列車は客車・貨車混合が多かった。

## 車両

### 機関車
タンク機関車ばかり、7形式18両が在籍した。1899年より渡辺嘉一の考案で重油専燃装置を取付け最終的には全車に装着した。しかし火災事故も何件か発生した。
- A形 (1, 2) : 1896年、英ナスミス・ウィルソン製。車軸配置0-6-0。国有化後は、1100形 (1109, 1110)。
- B形 (3 - 7) : 1896年、英キットソン（英語版）製。車軸配置0-6-0。国有化後は、1800形 (1808 - 1812)。
- C形 (8 - 12) : 1898年、英ナスミス・ウィルソン製。車軸配置0-6-0。国有化後は、1940形 (1940 - 1944)。
- D形 (13, 14) : 1897年、米クック製。車軸配置0-6-2。国有化後は、2700形 (2700, 2701)。
- E形 (15) : 1895年、米ボールドウィン製。車軸配置2-4-2。1899年、山陽鉄道から譲受。国有化後は、950形 (958)。
- F形 (16, 17) : 1901年、英ナスミス・ウィルソン製。車軸配置0-6-0。国有化後は、2080形 (2080, 2081)。
- G形 (18) : 1905年、汽車製造製。車軸配置2-4-2。国有化後は、230形 (268)。佐賀県鳥栖市のJR九州鳥栖駅前で静態保存。

### 客車
当初の2等車と3等車は両端開放出入台形、車体寸法7214×2210×3315mm、軸距離3810mm、自重6.3t。1898年から貫通扉付密閉型、片側2扉に改めた。形式称号は1等車「イ」、2等車「ロ」、3等車「ハ」、手荷物緩急車「ブ」、郵便車「ユ」。
客車の在籍
1897年12月末現在
35輌、2等車4輌、3等車26輌、緩急車5輌で1等車なし
国有化に際して引き継ぎ
74輌、1等2等合造車6輌、2等車8輌、3等車40輌、3等手用制動機付き2輌、3等郵便手荷物緩急車4輌、手荷物緩急車4輌で、いずれも2軸車
- イロ1.2　2両　松井工場製　定員一等8人二等12人　国有化後イロ336.337（形式332） 一二等合造車　形式図
- イロ3 - 6　4両　東京松井工場製　定員一等12人二等14人　国有化後イロ348 - 351（形式339） 一二等合造車　形式図
- ロ1.2　2両　三田製作所工場製　定員22人　国有化後ロ805.806（形式805） 二等車　形式図
- ロ3 - 8　6両　新濱鉄工所工場製　定員28人　国有化後ロ807 - 812（形式807） 二等車　形式図
- ハ1 - 26　26両　三田製作所工場製（1 - 11）新潟工場製（12 - 26）　定員40人　国有化後ハ2539-2564（形式2539） 三等車　形式図、写真[39]
- ハ29 - 31　3両　松井工場製　定員50人　国有化後ハ2421 - 2423（形式2421） 三等車　形式図
- ハ40 - 42　3両　北越鉄道会社長野工場製　定員48人　国有化後ハ2424 - 2426（形式2421） 三等車　1898年三等客車として製造されたが、1903年頃長岡工場で改造し、売店付客車（後に食堂車）シ1 - 3となった。国有化後に食堂営業は廃止されている[40][42]。　形式図
- ハ32 - 39　8両　新潟鉄工所工場製　定員44人　国有化後ハ3314 - 3321（形式3314） 三等車（手用制動機附）　形式図
- ハブ1.2　2両　三田製作所工場製　定員40人　国有化後フハ3307.3308（形式3277） 三等車（手用制動機附）　形式図
- ハブ3 - 6　4両　松井工場製　定員26人　国有化後ハニ3677 - 3680（形式） 三等手荷物合造緩急車　形式図
- ハユブ1.2　2両　新潟鉄工所工場製　定員24人　国有化後ハユニ3517.3518（形式3517） 三等郵便手荷物合造緩急車　形式図
- ユ1 - 4　4両　新潟鉄工所工場製　国有化後ユ3741 - 3744（形式3741） 郵便車　形式図
- ユブ1 - 4　4両　松井工場製　国有化後ユニ3945 - 3948（形式3945） 郵便手荷物合造緩急車　形式図
- ブ1 - 4　4両　松井工場製　国有化後ニ4338 - 4341（形式4338） 手荷物緩急車　形式図

リンク先は国立国会図書館デジタルコレクションの『客車略図 上巻』

### 貨車
初期は6トン積みで後期は7トン積み、油槽車は私有貨車が多く、数に入っていない。なお1899年に日本で最初の鉄製筒型の石油タンク車が新潟鐵工所で製造された
貨車の在籍
1897年12月末現在
117輌、うち有蓋車17輌、有蓋緩急車15輌、無蓋車15輌、土運車70輌
国有当時
有蓋車200輌、有蓋緩急車25輌、無蓋車15輌、無蓋車手用制動機付3輌、材木車2輌、油槽車8輌、土運車37輌、土運車手用制動機付8輌

### 車両数の推移
| 年度      | 機関車 | 客車 | 貨車 |
| --------- | ------ | ---- | ---- |
| 1897      | 10     | 35   | 117  |
| 1898      | 11     | 74   | 177  |
| 1899      | 12     | 74   | 196  |
| 1900      | 15     | 74   | 298  |
| 1901-1905 | 17     | 74   | 298  |
| 1906      | 18     | 74   | 298  |

- 「私設鉄道現況累年表」『鉄道局年報』明治40年度（国立国会図書館デジタルコレクション）より

## 役員
- 取締役会長
  - 渡辺嘉一（1907年1月）
- 専務取締役
  - 銀林綱男[43]（1896年1月 - 1896年）
  - 前島密（1896年12月 - 1898年2月）
  - 渡辺嘉一（1898年 - 1907年1月）
  - 久須美秀三郎[44]（1907年1月 - ）
- 取締役
  - 銀林綱男（1895年12月 - 1896年）
  - 末延道成（1895年12月 - ）
  - 前島密（1895年12月 - ）
  - 山口権三郎[45]（1895年12月 - 1897年1月）
  - 本間新作[46]（1895年12月 - 1897年1月）
  - 鍵冨三作[47]（1895年12月 - 1905年7月）
  - 今村清之助（1895年12月 - 1897年1月、1898年7月 - 1902年9月）
  - 濱政弘（1897年1月 - 1898年7月）
  - 牧口義方[48]（1897年1月 - 1898年7月）
  - 齋藤喜十郎[49]（1897年1月 - 1898年7月）
  - 渡辺嘉一（1896年1月）
  - 原六郎（1898年7月 - ）